# Podílové pravidlo
Podílové pravidlo v diferenciálním počtu je vzorec používaný pro derivaci podílu dvou funkcí. Může být zapsáno takto:
Jestliže derivujeme funkci {\displaystyle f(x)}, která je podílem dvou funkcí:
{\displaystyle f(x)={\frac {g(x)}{h(x)}}}
a {\displaystyle h(x)\not =0}, pak derivace {\displaystyle g(x)/h(x)} je
{\displaystyle f'(x)={\frac {g'(x)h(x)-g(x)h'(x)}{[h(x)]^{2}}}.}

## Důkaz
Důkaz pomocí implicitní derivace:
Z {\displaystyle f(x)={\frac {g(x)}{h(x)}}} plyne {\displaystyle g(x)=f(x)h(x){\mbox{  }}\,}
Podle součinového pravidla {\displaystyle g'(x)=f'(x)h(x)+f(x)h'(x){\mbox{  }}\,}
odtud dostaneme {\displaystyle f'(x)={\frac {g'(x)-f(x)h'(x)}{h(x)}}={\frac {g'(x)\cdot {\frac {h(x)}{h(x)}}-{\frac {g(x)}{h(x)}}\cdot h'(x)}{h(x)}}}
tedy {\displaystyle f'(x)={\frac {g'(x)h(x)-g(x)h'(x)}{\left(h(x)\right)^{2}}}}
Důkaz pomocí řetízkového pravidla:
Vztah {\displaystyle f(x)={\frac {g(x)}{h(x)}}} přepíšeme použitím záporného mocnitele:
{\displaystyle f(x)=g(x)\cdot h(x)^{-1}}
Obě strany zderivujeme a na pravou stranu použijeme součinové pravidlo: {\displaystyle f'(x)=g'(x)\cdot h(x)^{-1}+g(x)\cdot (h(x)^{-1})'}
Pro výpočet derivace druhého členu použijeme řetízkové pravidlo, přičemž vnější funkce je {\displaystyle x^{-1}} a vnitřní {\displaystyle h(x)}.
{\displaystyle f'(x)=g'(x)\cdot h(x)^{-1}+g(x)\cdot (-1)h(x)^{-2}h'(x)}
Převedeme na společného dělitele: {\displaystyle f'(x)={\frac {g'(x)}{h(x)}}-{\frac {g(x)\cdot h'(x)}{[h(x)]^{2}}}}
{\displaystyle f'(x)={\frac {g'(x)\cdot h(x)-h'(x)\cdot g(x)}{[h(x)]^{2}}}}

## Vzorce pro derivace vyšších řádů
Pro výpočet derivací vyšších řádů je mnohem snazší použít řetízkové pravidlo než implicitní derivaci. Výsledkem dvou implicitních derivací funkce {\displaystyle fh=g} je {\displaystyle f''h+2f'h'+fh''=g''} a řešením pro {\displaystyle f''} je
{\displaystyle f''={\frac {g''-2f'h'-fh''}{h}}.}